# 京通
京通是北京市政府推出的一个面向移动设备的小程序，为各市场主体和北京市民提供一站式的城市综合服务，融合原“北京通”办事和“北京健康宝”服务，由北京市经济和信息化局直属事业单位北京市大数据中心运营。2022年12月20日起，该小程序逐步在百度、支付宝和微信三个平台上线发布。

## 历史
2022年12月20日，“京通”于“健康宝”百度端测试上线，并于次日覆盖所有百度用户。随后逐步在支付宝和微信的“健康宝”中上线。

## 服务
京通小程序可提供社会保障、公积金、医疗卫生、结婚生育、交通出行等方面的业务办理功能。